# Union des athées et des agnostiques rationalistes

Logo de l'UAAR.

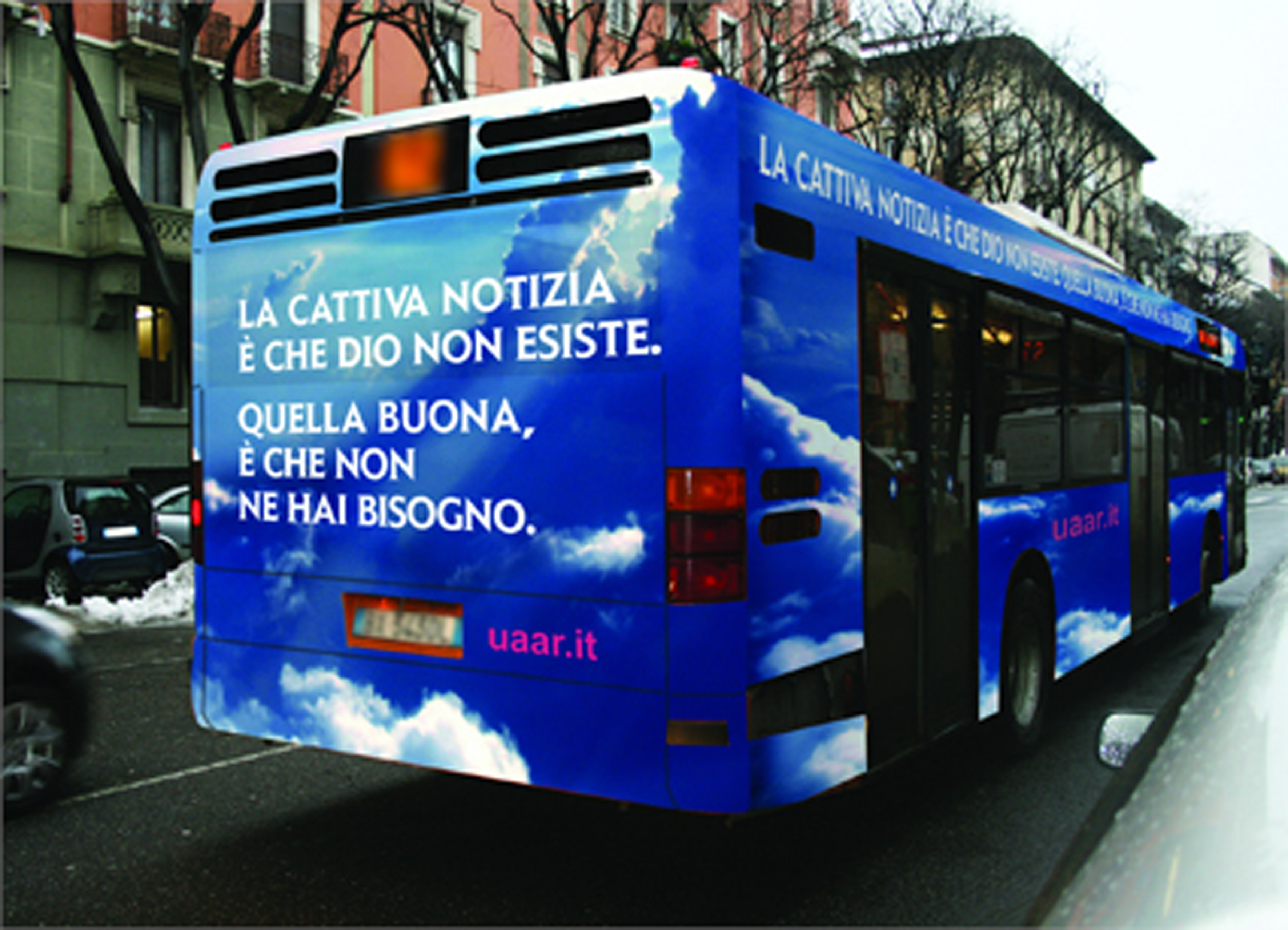
Campagne de l'UAAR: "Les mauvaises nouvelles sont que Dieu n'existe pas. Les bonnes nouvelles sont que vous n'avez pas besoin de lui."

L’Union des athées et des agnostiques rationalistes (UAAR), (Unione degli Atei e degli Agnostici Razionalisti en italien) seule association italienne d’athées et d’agnostiques, est totalement indépendante de toute force politique ainsi que de tout groupe de pression; l’adjectif rationaliste exprime la confiance en la raison comme terme de référence entre les hommes.
Fondée en 1991, l’UAAR soutient la divulgation des théories athées et agnostiques ; elle lutte en faveur de la laïcité complète de l’État, contre tout privilège octroyé à la religion catholique ainsi que contre toute discrimination à l’égard des non-croyants.
Les activités de l’UAAR sont multiples :
- La production et la diffusion du trimestriel L’ATEO s’accompagne depuis 1996 du site internet.
- Sur le plan institutionnel, l’UAAR est engagée dans la mise en œuvre de toute action légale conduisant à la pleine reconnaissance juridique de l’athéisme et des droits des athées, et ce aussi par l’entremise de contacts avec des ministres et des parlementaires. Un premier succès obtenu a été le droit du citoyen baptisé à ne plus être considéré catholique.

En tant que membre de l’IHEU (Union Internationale Éthique et Humaniste) et de la Fédération humaniste européenne, l’UAAR participe activement à la grande bataille des idées, sur le plan mondial également, en raison de la présence en Italie du siège de la plus grande religion du monde, qui fait de l’UAAR un observateur privilégié.